# HTC Sensation
HTC Sensation — смартфон компанії HTC, що використовує операційну систему Android 2.3 Gingerbread.